# Smârdan, Tulcea
Smârdan (în trecut Ghecet, în turcă Geçit) este satul de reședință al comunei cu același nume din județul Tulcea, Dobrogea, România.

## Așezare geografică
Localitatea Smârdan este situată pe DN22 Brăila - Măcin - Tulcea. Până în iulie 2023 aici exista un foarte important punct de trecere bac, care asigura legătura între județele Tulcea și Brăila. Între timp, înfrastructura s-a diversificat odată cu construirea podului suspendat peste Dunăre, care asigură nu doar legătura între municipiul Brăila și satul Smârdan, ci unește  Moldova și Muntenia cu nordul Dobrogei. 
Smârdan se învecinează la vest cu municipiului Brăila, cele doua localități fiind așezate față în față, pe maluri diferite ale Dunării, iar la est se învecinează cu orașul Măcin, aflat la o distanță de 13 km.

## Relieful
Localitatea Smârdan se situează în Lunca Dunării. Din punct de vedere geologic, teritoriul se prezintă sub formă de roci lutoase și luto-argiloase, la care se adaugă roci formate din material aluvionar nisipos depus sub formă de straturi.

## Clima
Datorită așezării geografice, localitatea Smârdan se caracterizează prin  tipul climatic temperat continental.

## Vegetația
Vegetația este caracteristică stepei și luncilor joase inundabile. Se întâlnește atât vegetație lemnoasă (plop, salcie, frasin, arțar și stejar), cât și  plante ierboase (stuf, papură, pipirig, nufăr, stânjenel de baltă).

## Fauna
Datorită așezării în Lunca Dunării, fauna este formată în special din animale legate de apă prin modul lor de viață: mamifere (vidră, nurcă),  păsări (stârc, rață, gâscă, privighetoare de stuf, cristei, barză, rândunică) și pești (crap, plătică , roșioară, caras, știucă, șalău, somn, biban).

## Turism
O atracție turistică importantă este pădurea de salcie și plopi situată pe malul canalului Măcin și lacul ”Piatra fetei”situat in apropierea drumului național DN 22. De asemenea, plaja și pădurea situată pe malul drept al Dunării. Un alt punct de atracție este apropierea de Parcul Național Munții Măcinului, situat la distanța de 13 km.
În fiecare an, pe data de 15 august se organizează sărbătoarea Smârdanului.

## Economie
Activitatea economică de bază este agricultura, cu cele doua ramuri de activitate: creșterea animalelor (bovine, ovine, caprine, cabaline, porcine, păsări) și cultura plantelor (grâu, porumb, rapiță, orzoaică de primăvară, floarea soarelui).
O altă ramură economică importantă este serviciul de transport fluvial de mărfuri și călători, asigurat atât prin bacul plutitor, cât și prin alte ambarcațiuni destinate transportului de mărfuri. Aceste servicii sunt asigurate de societatea DANUBTRANS SRL SMÂRDAN.

## Viața socială și culturală
In localitatea Smârdan, funcționează:
- o școală cu clasele I-VIII;
- un dispensar uman;
- un dispensar veterinar;
- o biserică creștin-ortodoxă;
- un cămin cultural;
- o bibliotecă comunală;
- un teren de fotbal.[3]